# Großsteingräber bei Altenboitzen
Die Großsteingräber bei Altenboitzen waren mehrere megalithische Grabanlagen unbekannter Zahl der jungsteinzeitlichen Trichterbecherkultur bei Altenboitzen, einem Ortsteil von Walsrode im Landkreis Heidekreis (Niedersachsen). Sie wurden im 19. Jahrhundert zerstört. Eines von ihnen befand sich etwa 250 m östlich des Ortes und 100 m südlich der Straße nach Hollige in einer Senke. Es wurde vor 1890 zerstört. Weitere Anlagen waren bereits viele Jahre vorher trotz Bemühungen um ihre Erhaltung zerstört worden. Ihre genauen Standorte sind nicht überliefert, es ist lediglich bekannt, dass sie auf den Feldern bei Altenboitzen und Hollige gelegen haben. Über Ausrichtung, Maße und Grabtyp der Anlagen liegen keine näheren Informationen vor.